# Haag an der Amper

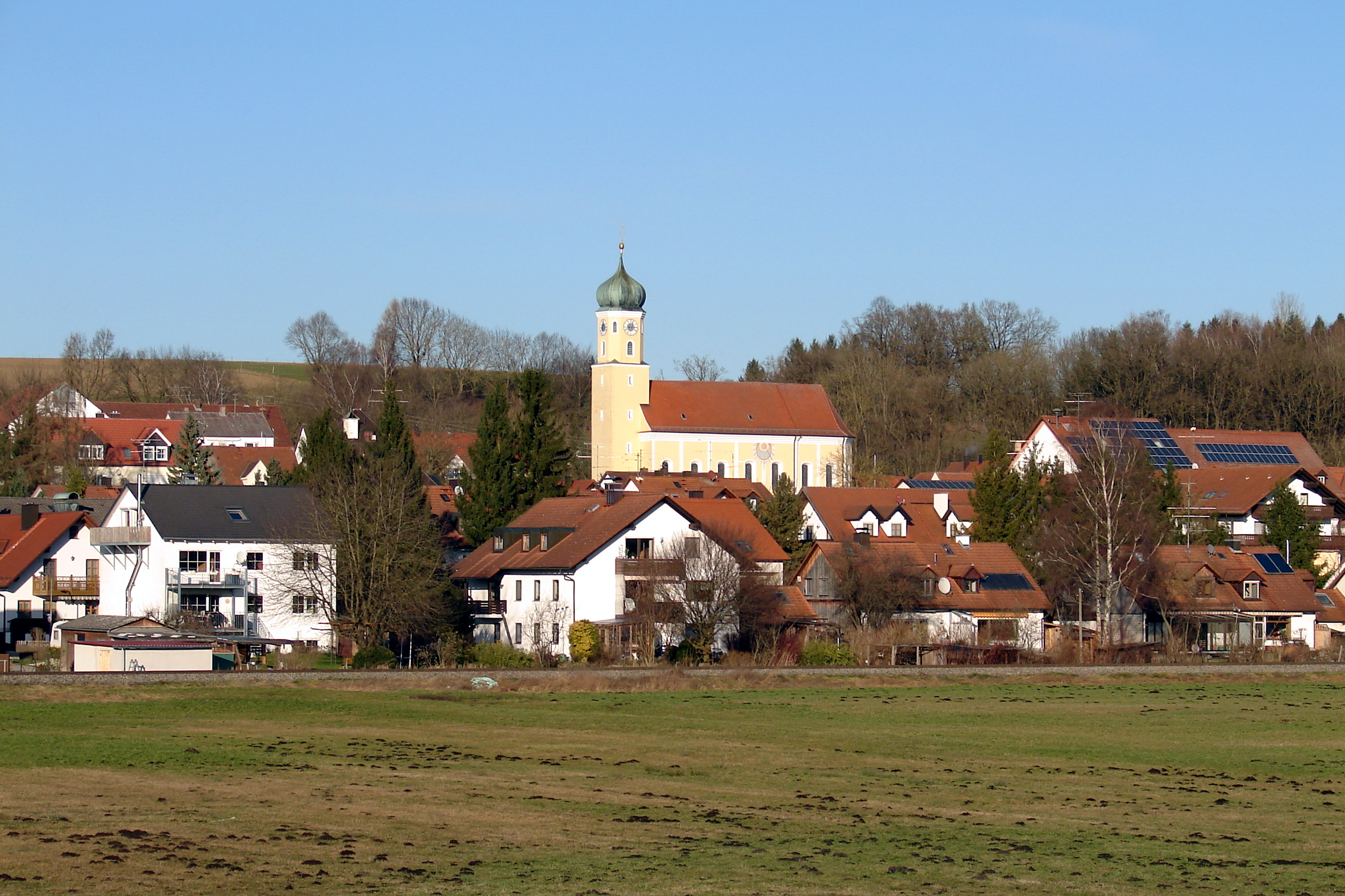
Haag an der Amper mit Pfarrkirche St. Laurentius

Haag an der Amper (amtlich: Haag a. d. Amper) ist eine Gemeinde im oberbayerischen Landkreis Freising.

## Geographie

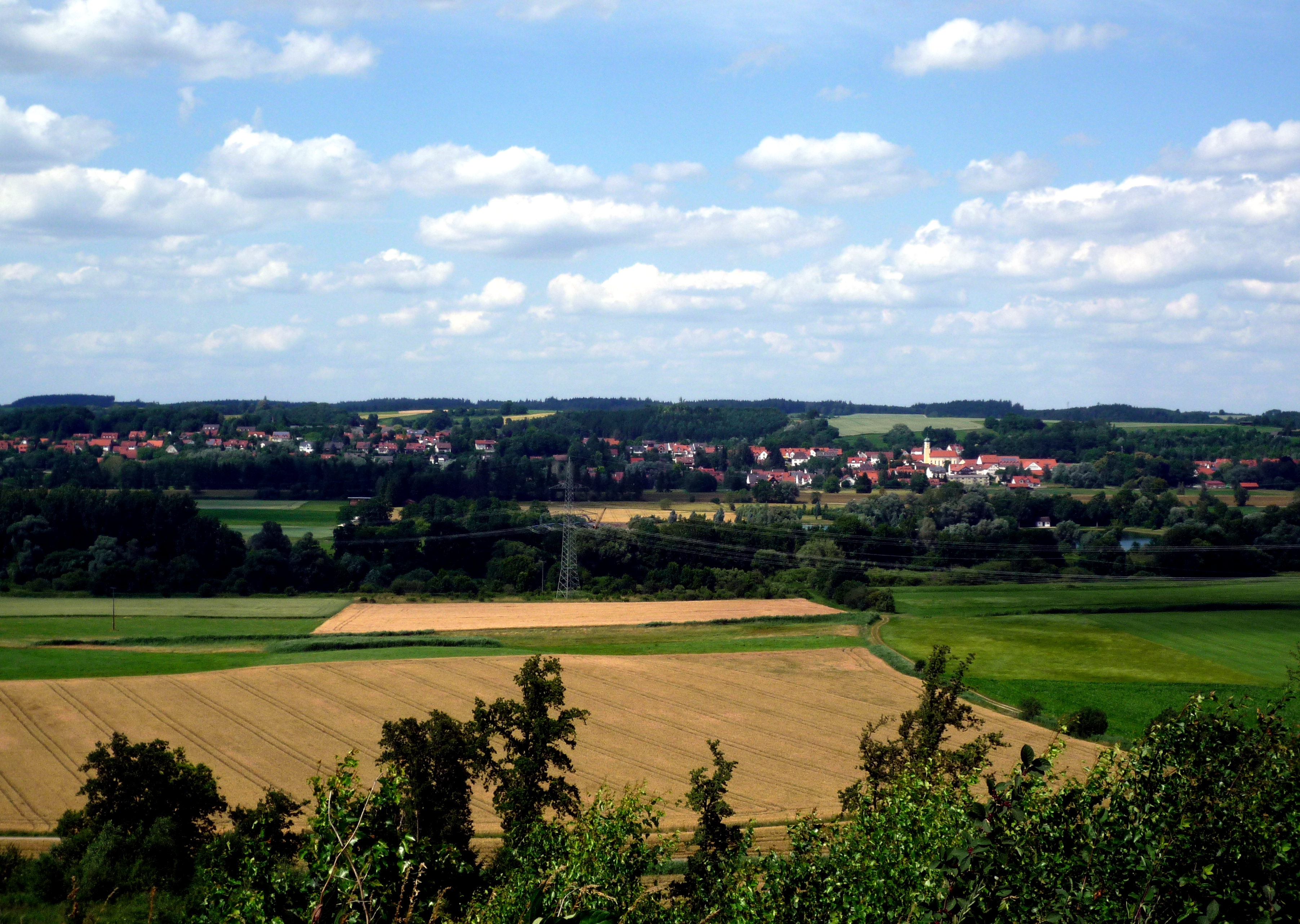
Haag an der Amper von Süden

Es gibt 16 Gemeindeteile:
| Pfarrdörfer - Haag an der Amper - Inkofen Kirchdörfer - Obermarchenbach - Untermarchenbach |  | Dörfer - Seeberg Weiler - Hausmehring - Mittermarchenbach - Plörnbach - Weihrinnen | Einöden - Haun - Holzhäusl - Seer - Sollern - Unterschwaig - Wälschbuch - Wörlhof |

## Geschichte

### Bis zum 19. Jahrhundert
Im Jahr 804 wurde der Ort erstmals erwähnt. Die geschlossene Hofmark Haag war lange Zeit im Besitz der Freiherren Schenk von Stauffenberg. Franz Graf von Lodron heiratete 1632 Maria von Flitzing, verwitwete von Stauffenberg. Sie besaß einige Hofmarken nördlich von Freising, die Edelsitze Triftern, Obertürken und Haus- und Grundbesitz in Landshut, die so in den Besitz der Lodrons kamen. Das Schloss wurde im dritten Viertel des 17. Jahrhunderts neu errichtet. Die Hofmark wurde um 1819 in ein Patrimonialgericht umgewandelt. Als durch die Cholera 1836 mehrere Familienmitglieder starben, erlosch die bayerische Linie der Lodron. 1848 wurde das Patrimonialgericht aufgelöst. Haag a.d.Amper wurde eine selbständige politische Gemeinde. 1854 wurde das Schloss fast vollständig abgebrochen, der Rest 1997.

### Eingemeindungen
Am 1. Januar 1972 wurde die Gemeinde Inkofen eingegliedert. Am 1. Januar 1976 folgte die Eingemeindung von Plörnbach.

### Einwohnerentwicklung
Zwischen 1988 und 2018 wuchs die Gemeinde von 2173 auf 2960 um 787 Einwohner bzw. um 36,2 %.

## Politik
Die Gemeinde ist Mitglied der Verwaltungsgemeinschaft Zolling.

### Gemeinderat
Der Gemeinderat besteht aus dem Ersten Bürgermeister und den Gemeinderatsmitgliedern.
Die Kommunalwahlen 2002 bis 2020 führten zu den folgenden Sitzverteilungen der Gemeinderatsmitglieder.
| Partei / Wählergruppe    | 2002 | 2008 | 2014 | 2020 |
| Unabhängige Bürger       | 7    | 9    | 9    | 9    |
| Pro Haag                 | 7    | 5    | 5    |      |
| Christlich-Soziale Union |      |      |      | 5    |
| Gesamt                   | 14   | 14   | 14   | 14   |

Nach Prozenten wurde folgendermaßen abgestimmt:
| Partei / Wählergruppe    | 2002 | 2008 | 2014 | 2020 |
| Unabhängige Bürger       | 51,3 | 64,0 | 61,8 | 67,0 |
| Pro Haag                 | 48,7 | 36,0 | 38.2 |      |
| Christlich-Soziale Union |      |      |      | 33,0 |
| Gesamt                   | 100  | 100  | 100  | 100  |

### Bürgermeister
Anton Geier von den Unabhängigen Bürgern, der seit 2002 Erster Bürgermeister ist, wurde im März 2020 mit 66,3 % der Stimmen für seine vierte Amtszeit wiedergewählt. Sein Gegenkandidat Benedikt Flexeder von der Christlich-Sozialen Union erhielt 33,7 % der Stimmen.

### Wappen
| Wappen von Haag an der Amper | Blasonierung: „In Rot ein gesenkter silberner Wellenschrägbalken, darüber ein steigender, herschauender silberner Löwe.“                                                             |
| Wappen von Haag an der Amper | Wappenbegründung: Der silberne Löwe in Rot entstammt dem Wappen der Grafen von Lodron. Der silberne Wellenbalken symbolisiert die Amper. Die Gemeinde führt dieses Wappen seit 1977. |

## Sehenswürdigkeiten

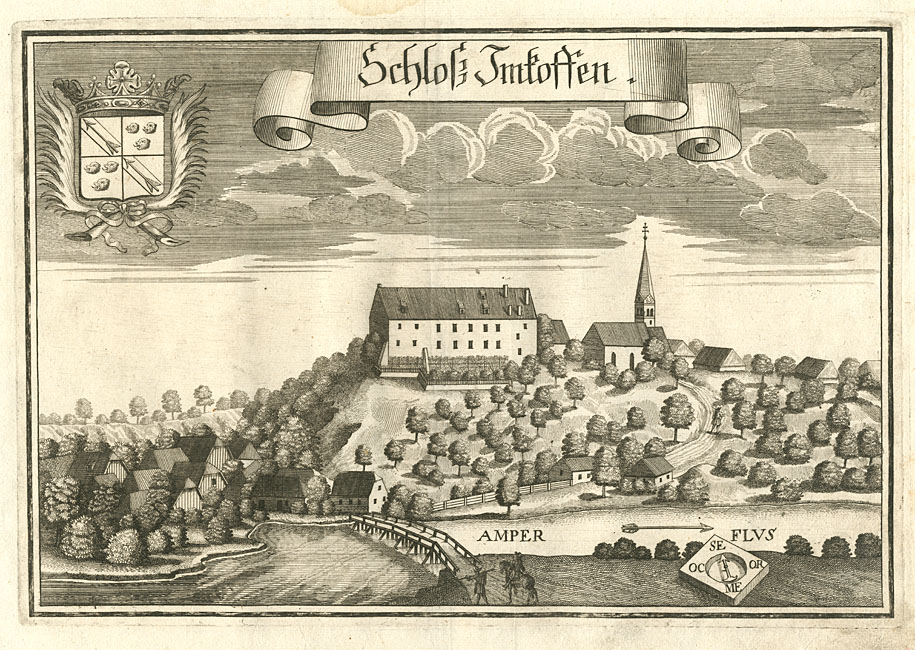
Schloss Inkofen im 18. Jahrhundert (Stich von Michael Wening)

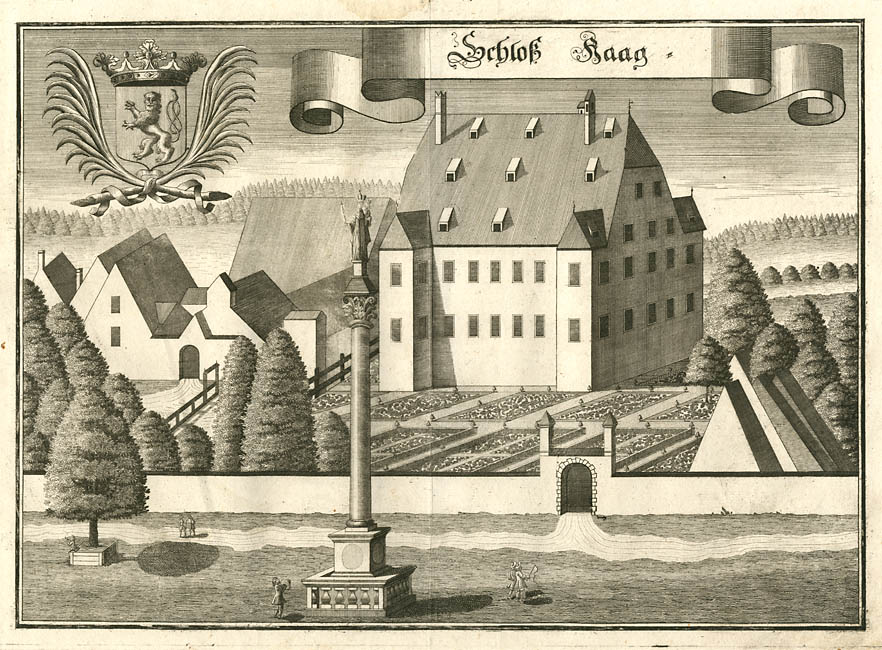
Schloss Haag im 18. Jahrhundert (Stich von Michael Wening)

- Pfarrkirche St. Laurentius: eine Barockkirche mit Werken des Münchner Hofmalers Christian Winck;[11]
- Schloss der Grafen La Rosée in Inkofen
- Schlossallee, der größte Biergarten außerhalb Münchens
- Reste des Schlossensembles von Schloss Haag

## Sport
- Verein für Rasenspiele Haag a. d. Amper e. V. gegründet 1947 mit seinen Abteilungen Baseball, Beach-Volleyball, Dart, Fußball, Stockschützen, Tennis und Tischtennis.
- Skiclub Haag a. d. Amper e. V. gegründet 1997. Der Skiclub veranstaltet Skikurse vor allem für Kinder und Skifahrten. Ferner hat er die Abteilungen Volleyball und Handball für Kinder sowie regelmäßige Nordic Walking Treffs und Skigymnastik.
- Im Gemeindebereich sind mit den Graf-Lodron-Schützen e. V. Haag/Amper, den Schloßschützen e. V. Inkofen und der SG Marchenbach drei Schützenvereine angesiedelt, welche die Disziplinen Luftgewehr und Luftpistole anbieten. Die Traditionsvereine veranstalten seit 2009 einmal im Jahr ein Gemeindepokalschießen.

## Wirtschaft und Infrastruktur

### Verkehr
Durch Haag führt die Hallertauer Lokalbahn. Früher führte sie von Langenbach kommend nach Wolnzach und Mainburg; heute ist sie nur noch bis zum Kraftwerk Zolling wenige Kilometer westlich des Ortes für Werksverkehr in Betrieb. Ein ÖPNV-Anschluss besteht mit den MVV-Buslinien 603, 680 und 688.

### Ansässige Unternehmen
- Wasserkraftwerk Haag (E.ON)

### Bildung
Marina Thudichum Grundschule Haag mit den Klassen 1 bis 4

## Persönlichkeiten
- Karoline Hetzenecker (1822–1888), Opernsängerin
- Marina Thudichum (1906–1990), Kinderbuchautorin
- Mascha Müller (* 1984), Schauspielerin, Regisseurin und Malerin